# Ștefan Orban
Ștefan Orban (nume real István Orbán; n. 4 martie 1949, Odorheiu Secuiesc, Harghita, România) este un fost handbalist român de origine maghiară, component al echipelor naționale ale României care au câștigat medaliile de aur la campionatele mondiale din 1970 și 1974. Orban a evoluat pe postul de portar.
Ștefan Orban a început să joace handbal la Școala Sportivă de Elevi Odorhei, cu profesorul Dénes Szalai. A mai evoluat la Universitatea București, dar și-a petrecut aproape întreaga carieră la Steaua București, cu care a câștigat șase titluri naționale.
În 1972, respectiv 1976, Orban a fost selecționat în lotul olimpic lărgit al echipei naționale a României, dar nu a fost inclus în echipele de 14 jucători care s-au deplasat la Jocurile Olimpice din R.F. Germană, respectiv din Canada.

## Palmares
Club
- Campionatul Național:
  - Locul 1: 1973, 1974, 1975, 1976, 1977, 1979 (cu Steaua București)
  - Locul 3: 1971 (cu Universitatea București)

Echipa națională
- Campionatul Mondial:
  -  Medalie de aur: 1970, 1974

- Campionatul Mondial Universitar:
  -  Medalie de aur: 1975, 1977
  -  Medalie de argint: 1968
  -  Medalie de bronz: 1971

- Trofeul Carpați:
  -  Câștigător: 1969, 1975, 1976

## Distincții individuale
- Ordinul „Meritul Sportiv”, Clasa I: 1970[7]
- Maestru al Sportului: 1971[8]
- Ordinul „Meritul Sportiv” clasa a III-a (29 martie 1974) „pentru comportarea remarcabilă și ocuparea locului I la Campionatul mondial de handbal masculin – ediția 1974 –, precum și pentru contribuția deosebită adusă la dezvoltarea acestui sport și la creșterea prestigiului sportului românesc pe plan internațional”[9]
- Maestru Emerit al Sportului: 1977[8]